# شبه عملاق
نجم قليل العملقة أو نجم شبه عملاق (بالإنجليزية: Subgiant)‏ هو صنف من النجوم أكثر سطوعاً من القزم في النسق الأساسي لكن لها نفس الفئة الطيفية، ليست مشرقة مثل النجوم العملاقة. مع أن بعضها نيّر بشكل غير عادي نتيجة توفر الهيدروجين المعدني فيها (كذلك النجوم شبه القزم تفعل ذلك بصفة غير عادية)، يُعتقد أن هذه النجوم في نهاية مرحلة دمج الهيدروجين أو أنها بالفعل أكملت العملية في نواتها. في النجوم بحجم الكتلة الشمسية (M☉)، يؤدي هذا إلى تقلص النواة، ويزيد في الحرارة المركزية للنجم متسبباً في نقل عملية صهر الهيدروجين إلى الغلاف المحيط بالنواة. و تضخم حجمه ليصبح عملاقاً لكن بدون أن يبرد أو يتغيّر في لونه بشكل كبير. (مثل الشعرى الشامية).
ولأن مرحلة شبه عملاق يمكن أن تصل إلى بضعة مليارات من السنين، خلال هذه المدة يقترب النجم ليكون عملاق حقيقي ذو قطر كبير وحرارة منخفظة بالمقارة مع أقرانه من نفس الكتلة في النسق الأساسي. لمعانه سيتغير قليلاً خلال مرحلة شبه عملاق، ليصل صعوداً لعملاق أحمر.

## الكواكب
العديد من النجوم شبه العملاقة غنية بالمعادن، وعادتا يكون لها كواكب تدور حولها، وأيضا هي النوع الوحيد من نجوم في النسق الأساسي يعتقد بأنها قادرة على استضافة الكواكب التي تحمل الحياة.